# Kassel Hauptbahnhof
A Kassel Hauptbahnhof Kassel főpályaudvara. Gottlob Engelhard építész tervei alapján a fejpályaudvar 1856-ban nyílt meg romantikus klasszicista stílusban. Jelenleg forgalma alapján a németországi állomások 2. kategóriájába tartozik. Az állomáson 12 vágány áll az utasok rendelkezésére.

## Vasútvonalak
Az alábbi vasútvonalak érintik az állomást:
- Halle-Kasseler Eisenbahn (km 166,2)
- Main-Weser-Bahn (km 0,0)
- Lossetalbahn (km 0,0)
- Friedrich-Wilhelms-Nordbahn (km 0,0)
- Kassel–Warburg-vasútvonal (km 345,2)

## Képgaléria

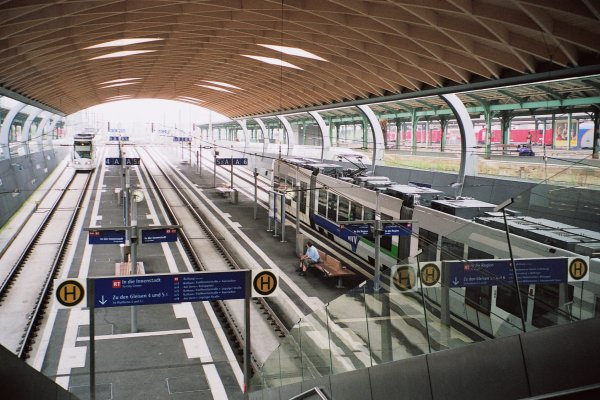
A villamosok állomása a főpályaudvaron
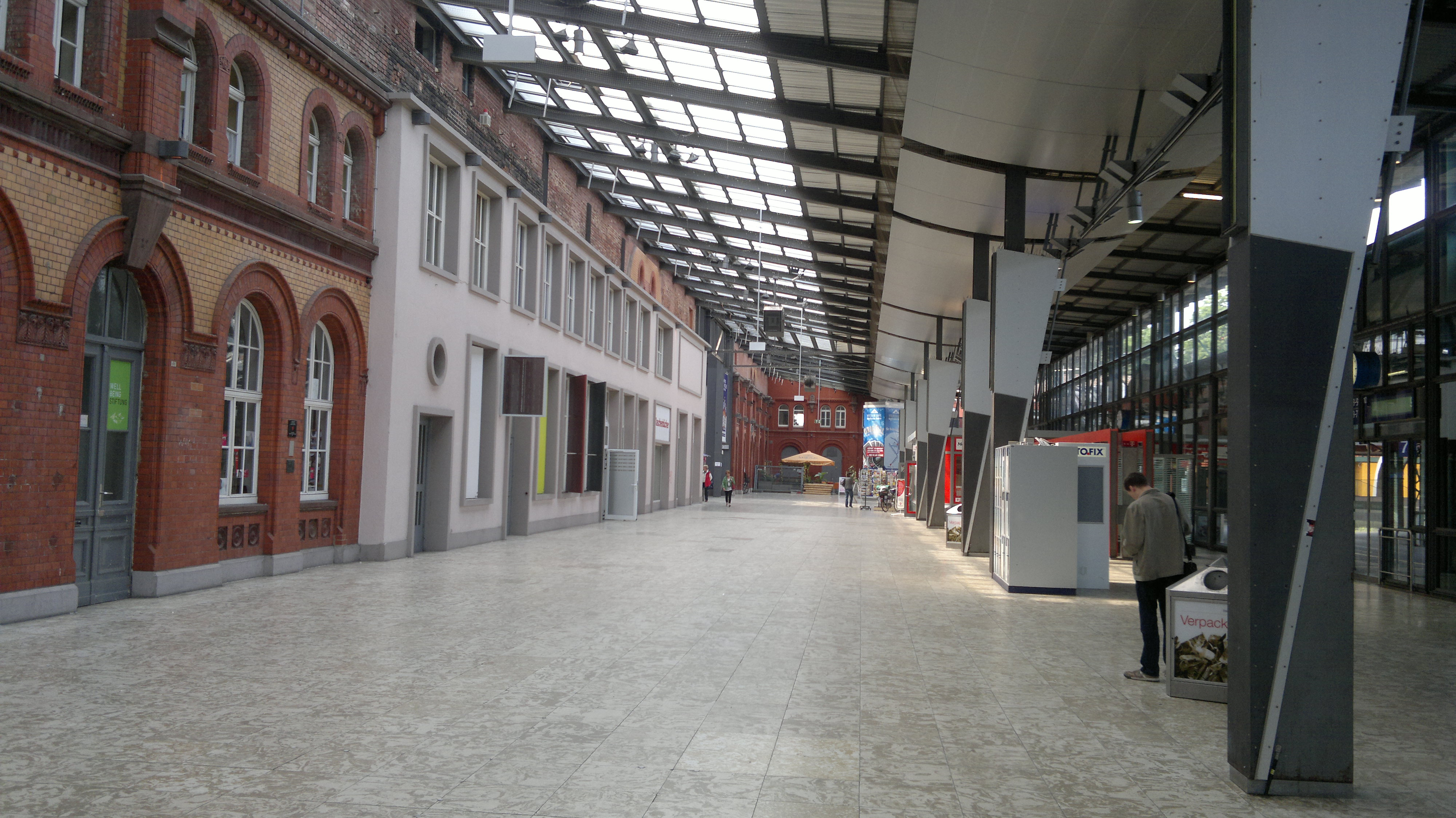
A pályaudvar belseje
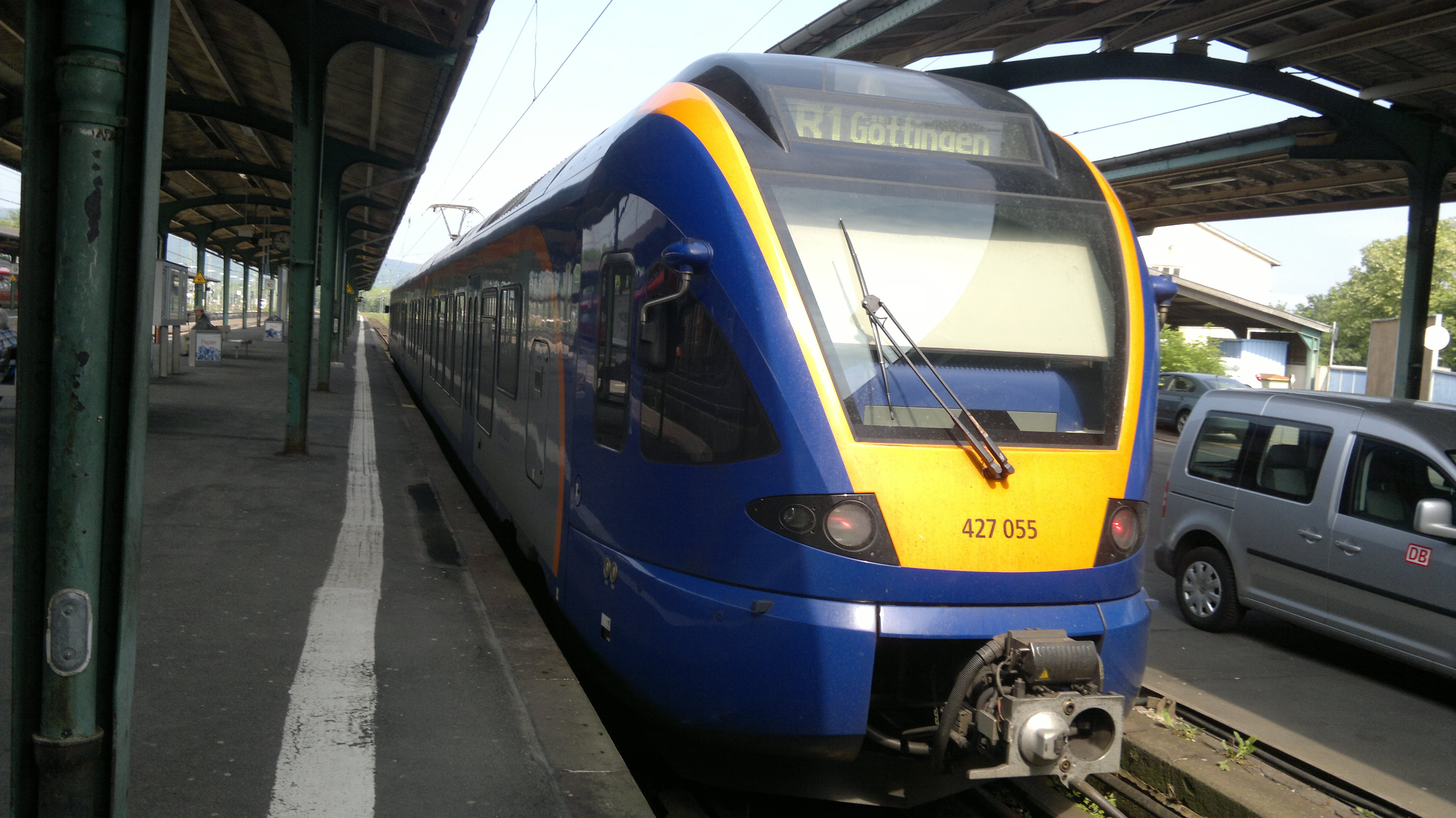
Cantus Flirt villamos motorvonat az állomáson
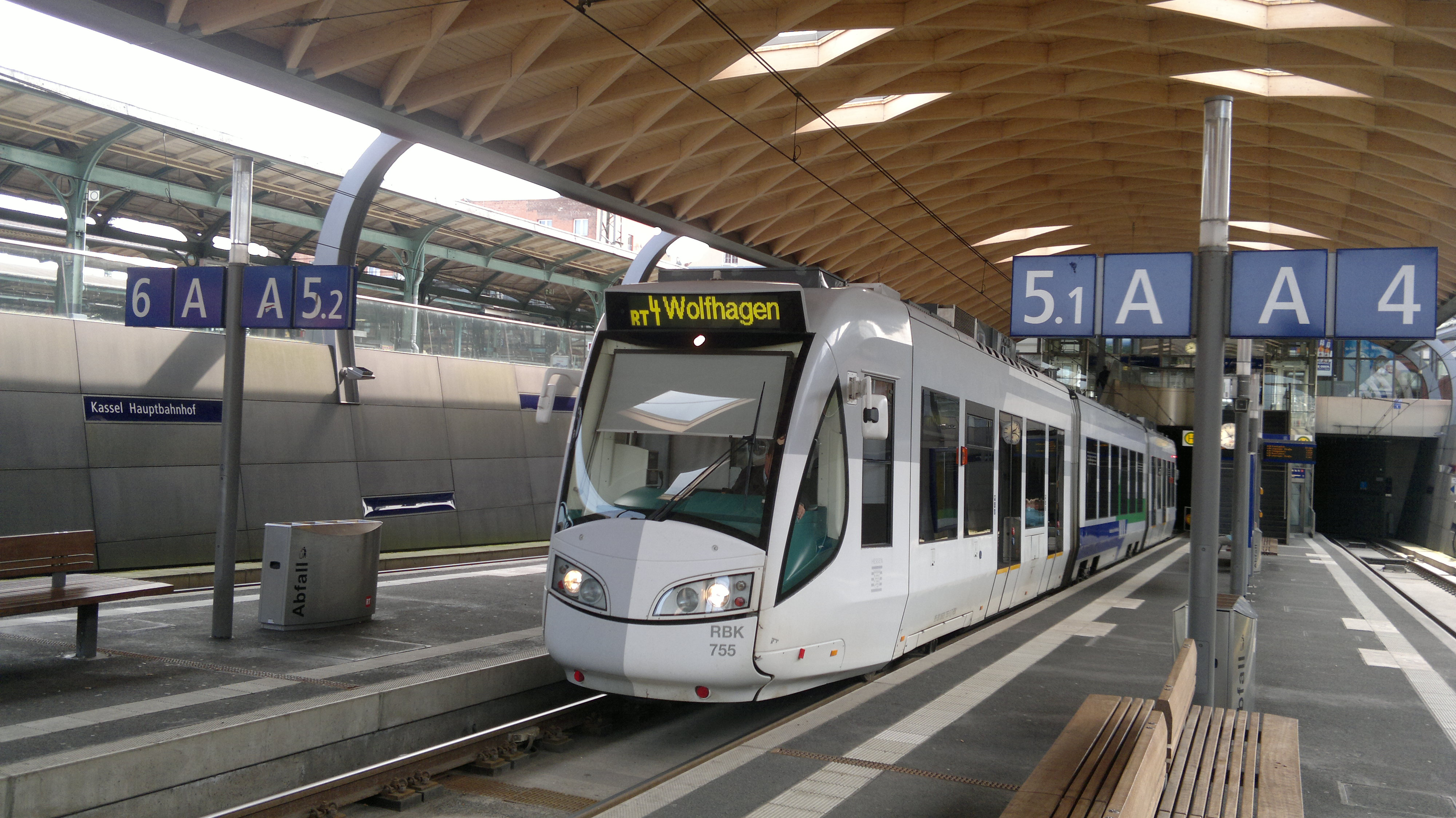
Kassel RegioTram RT4
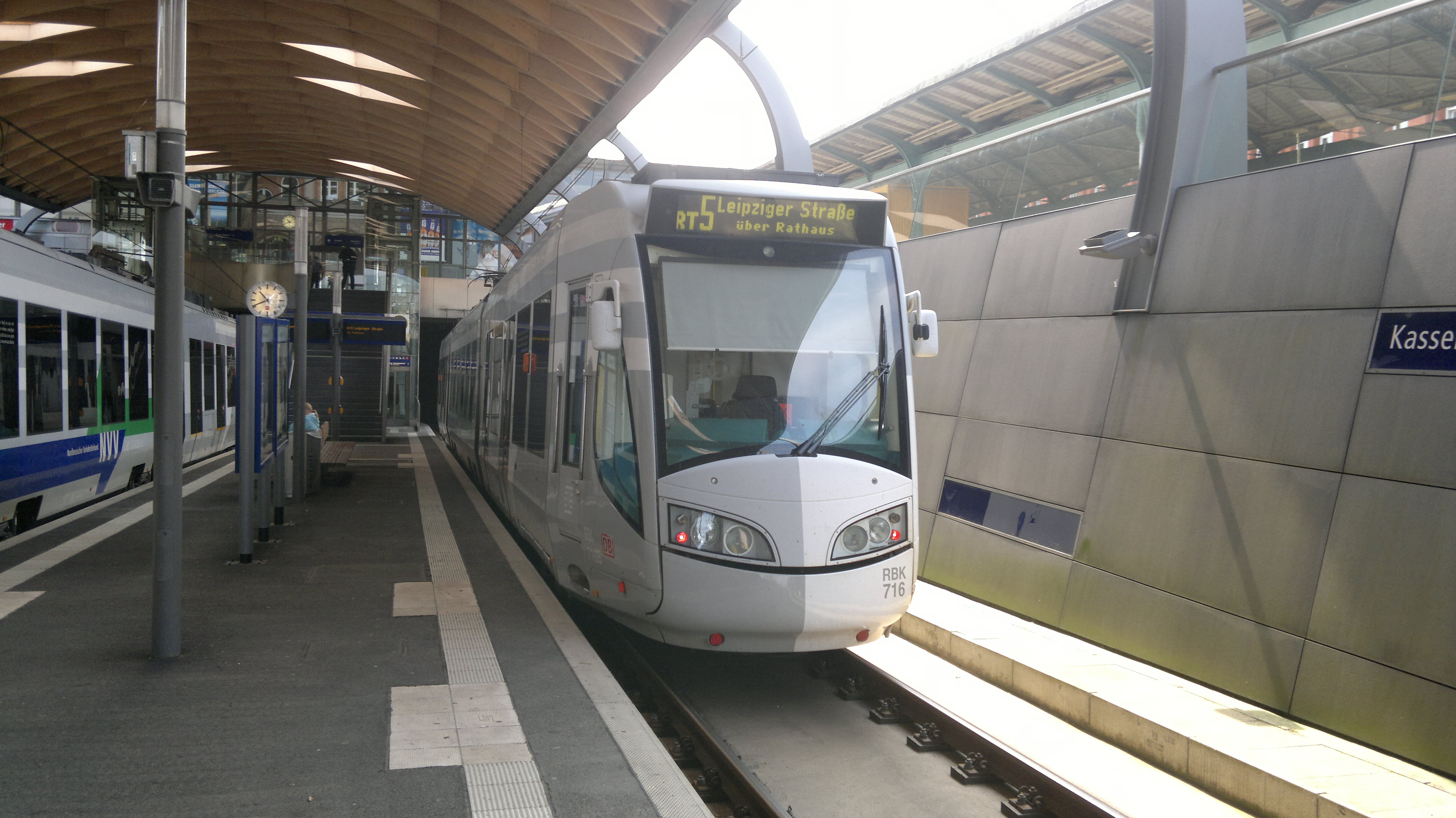
Kassel RegioTram RT5